# A Teia
A Teia foi uma série de televisão, produzida pela TV Globo e exibida de 28 de janeiro a 1 de abril de 2014, em 10 episódios. Teve autoria de Carolina Kotscho e Bráulio Mantovani, com a colaboração de Lucas Paraíso, André Sirangelo, Stephanie Degreas e Fernando Garrido, direção geral de Pedro Vasconcelos e Rogério Gomes e núcleo de Rogério Gomes.
Apesar de baseada livremente na história real Marcelo Borelli, em 2015, familiares do criminoso promoveram uma ação por danos morais no TJ-PR. O processo foi concluído apenas em 2021, quando o STJ confirmou a sentença e fixou o valor da indenização em 40 mil reais, pagos pela TV Globo em 2024, 10 anos depois da estreia da série.

## Enredo
A série policial, inspirada na rotina de ações e investigações criminais, conta a história do delegado Jorge Macedo, seus dramas pessoais e a forma como ele desmontou uma quadrilha responsável por um grande assalto a um aeroporto. Avesso à violência e ao corporativismo, o personagem coloca sua reputação em risco na tentativa de capturar Marco Aurélio Baroni, um criminoso inteligente e sedutor vivido por Paulo Vilhena, inspirado em Marcelo Borelli.

## Elenco
| Intérprete           | Personagem            |
| -------------------- | --------------------- |
| João Miguel          | Jorge Macedo / Carlos |
| Paulo Vilhena        | Marco Aurélio Baroni  |
| Andreia Horta        | Celeste Cristina      |
| Michel Melamed       | Taborda               |
| Ana Cecília Costa    | Isabel Macedo         |
| Júlio Andrade        | Charles               |
| Juliana Schalch      | Suzane                |
| Denise Weinberg      | Áurea Macedo          |
| Ângelo Antônio       | Germano               |
| Gisele Fróes         | Rosa Baroni           |
| Luís Carlos Miele    | Walter Gama           |
| Fernando Alves Pinto | Itamar Libânio        |
| Marat Descartes      | Mariano Queiroz       |

### Participações especiais
| Intérprete         | Personagem          |
| ------------------ | ------------------- |
| Mário Bortolotto   | Oliveira            |
| Inês Peixoto       | Wanda               |
| Cassiano Carneiro  | Clayton             |
| Arieta Corrêa      | Letícia             |
| Luciano Chirolli   | Eudes Andrade       |
| Roney Facchini     | Nestor Muniz        |
| Daniel Warren      | Eduardo Macedo      |
| Heitor Goldflus    | Joel Aragão         |
| Aline Peixoto      | Paula Macedo        |
| Roberto Birindelli | Grego               |
| João Baldasserini  | Cabeleira           |
| Daniel Kronenberg  | Grilo               |
| Gabriel Manita     | Miltinho            |
| Gustavo Machado    | Ney                 |
| Nathália Costa     | Ana Tereza (Ninota) |
| Aline Peixoto      | Paula Macedo        |

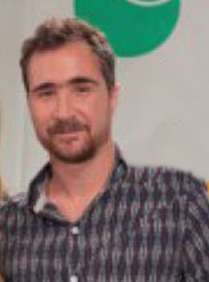
João Miguel interpretou Jorge Macedo.
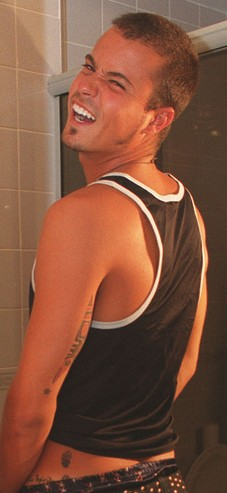
Paulo Vilhena interpretou Marco Aurélio.
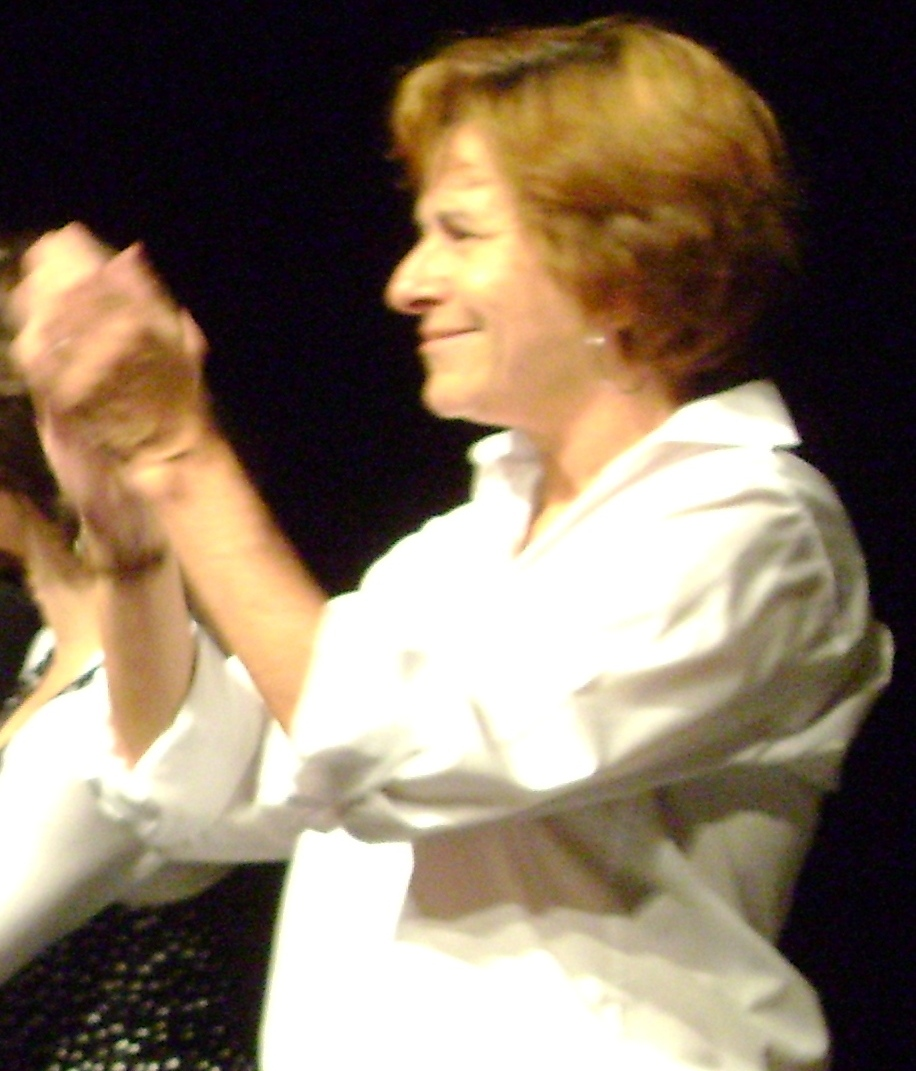
Denise Weinberg interpretou Áurea Macedo.

## Exibição
Foi reapresentada no festival Luz, Câmera, 50 Anos no dia 13 de Janeiro de 2015 em formato de telefilme.

## Prêmios e Indicações
| Ano  | Prêmio    | Categoria                                      | Indicado      | Resultado | Ref.  |
| ---- | --------- | ---------------------------------------------- | ------------- | --------- | ----- |
| 2014 | Prêmio F5 | Atriz Coadjuvante do Ano (série ou minissérie) | Andreia Horta | Indicado  | [ 6 ] |